# Karl Weinberger

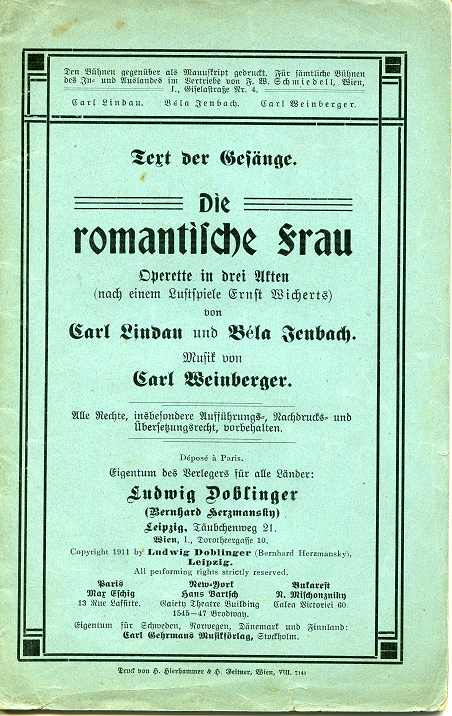
Libretto del 1911 dell'operetta
"Die romantische Frau"

Karl Rudolf Michael Weinberger (Vienna, 3 aprile 1861 – 1º novembre 1939) è stato un compositore austriaco.

## Biografia
Karl Rudolf Michael (Charles) Weinberger, figlio della cantante lirica Helene Weinberger, viene ricordato principalmente come compositore di operette. 
Inizialmente studiò all'Accademia Viennese di Scienze Agricole e lavorò in banca per un breve periodo, ma si dedicò ben presto alla musica, ottenendo un buon successo con le sue operette viennesi.
Scrisse anche circa 200 lieder e fu tra i fondatori della società austriaca degli autori, compositori ed editori musicali (la Komponistenbunds) di cui fu presidente dal 1922 al 1925.

## Lavori

### Operette
- Pagenstreiche (1888)
- Münchener Kindl (1893)
- Adam und Eva (1899)
- Die romantische Frau (1910)
- Der Frechling (1913)

### Altri lavori
- Das Sonnenkind (1929)
- circa 200 Lieder
- Konzertwalzer
- Quartette